# Боржес, Ари
Ариадина Алвес Боржес (порт.-браз. Ariadina Alves Borges; род. 28 декабря 1999, Сан-Луис), более известная как Ари Боржес (порт.-браз. Ary Borges) или просто Ари, — бразильская футболистка, нападающая американского «Расинга» из Луисвилла и национальной сборной Бразилии.

## Клубная карьера
Ари Боржес родилась в городе Сан-Луис бразильского штата Мараньян, однако уже в возрасте 2 лет с семьёй переехала в Сан-Паулу. Здесь впервые увлеклась футболом и впоследствии стала одной из трёх девочек, занимавшихся в юношеской команде «Сантоса». В 11 лет начала заниматься в «Центро Олимпико», где ввиду отсутствия команды до 13 лет была вынуждена играть за девочек до 15 лет.
В 2017 году вернулась в Северо-Восточный регион страны, проведя здесь два своих дебютных в профессиональном футболе сезона за «Спорт Ресифи». В 2019 году присоединилась к недавно воссозданному «Сан-Паулу» и, будучи одним из наиболее важных игроков, помогла клубу заполучить повышение в классе и принять участие в женской бразильской Серии A, однако получив более выгодный контракт, в январе 2020 года перешла в стан принципиальных соперников — «Палмейрас».
Проведя в «Палмейрасе» три сезона и став в 2022 году чемпионкой штата Сан-Паулу и женского Кубка Либертадорес, покинула команду, перейдя в «Расинг» из американского Луисвилла.

## Карьера в сборной
Ари Боржес входила в состав молодёжной сборной Бразилии, с которой стала победительницей молодёжного чемпионата Южной Америки 2018 и участвовала в молодёжном чемпионате мира 2018.
В сентябре 2020 года впервые была вызвана на сборы основной бразильской сборной. Дебютировала за «селесао» 17 сентября 2021 года, заменив на 63-й минуте товарищеского матча с Аргентиной Дебинью. Первыми голами за сборную отметилась 25 ноября 2021 года, оформив дубль в ворота Индии в рамках Международного турнира в Манаусе.
24 июля 2023 года провела первый матч на чемпионатах мира: в стартовой для бразильянок игре турнира против Панамы оформила хет-трик, отдала одну голевую передачу и по окончании матча была признана лучшим его игроком.
В 2024 году Боржес перенесла операцию на колене, что в конечном счёте не позволило ей войти в состав сборной Бразилии на летних Олимпийских играх 2024 года.

## Достижения

### Командные
Сан-Паулу
- чемпионка бразильской Серии A2[порт.]: 2019

 Палмейрас
- обладательница Кубка штата Сан-Паулу[порт.]: 2021
- обладательница Кубка Либертадорес[англ.]: 2022
- чемпионка штата Сан-Паулу[порт.]: 2022

 Сборная Бразилии (до 20 лет)
- чемпионка молодёжного чемпионата Южной Америки[порт.]: 2018

 Сборная Бразилии
- победительница Международного женского футбольного турнира[порт.]: 2021
- обладательница Кубка Америки: 2022

### Личные
- символическая сборная чемпионата штата Сан-Паулу[порт.]: 2019, 2020
- символическая сборная чемпионата Бразилии[порт.]: 2022
- символическая сборная Кубка Либертадорес[англ.]: 2022